# Canon EOS-1D X
1Ds Mark III 1D X Mark II
Le Canon EOS-1D X  est un appareil photographique reflex numérique plein format de 18,1 mégapixels fabriqué par Canon, annoncé en octobre 2011 et commercialisé à partir de juin 2012 pour des raisons de production. L'EOS 1D X remplace les EOS 1Ds Mark III et 1D Mark IV.
Canon a reçu, pour ce boîtier, le prix TIPA (Technical Image Press Association) du meilleur reflex « professionnel » en 2012.

## Caractéristiques
- Double processeur d'images DIGIC 5+
- Autofocus avec 61 collimateurs, dont 41 croisés
- Mesure lumière à pleine ouverture sur 252 zones (capteur RVB 100 000 pixels)
- Vidéo Full HD à 30 im./s